# هنري ميشيل (مؤرخ)
هنري ميشيل (بالفرنسية: Henri Michel)‏ هو مؤرخ فرنسي، ولد في 28 أبريل 1907 في Vidauban ‏ في فرنسا، وتوفي في 5 يونيو 1986 في باريس في فرنسا.

## من مؤلفاته
- الحركة السرية في أوروبا. (نشر 1961).